# الأميرة والضفدع
الأميرة والضفدع (بالإنجليزية: The Princess and the Frog) فيلم أمريكي من إنتاج إستوديوهات والت ديزني للرسوم المتحركة وتوزيع أفلام والت ديزني. صدر عام 2009، وهو مقتبس عن رواية الكاتب إ. د. بيكر «الأميرة الضفدعة»، والرواية نفسها مقتبسة عن قصة الأخوين غريم «الأمير الضفدع». ويعتبر هذا الفيلم التاسع والأربعين من أفلام ديزني الكلاسيكية، الفيلم من إخراج جون موسكر ورون كليمنتس، وقد قاما بإخراج عدداً من أفلام ديزني الأخرى مثل حورية البحر، علاء الدين، هرقل وجزيرة الكنز، الموسيقى في الفيلم من تأليف راندي نيومان وتتكون من موسيقى البلوز والجاز والجوسپل.
ويعتبر فيلم الرسوم المتحركة التاسع والأربعين لشركة ديزني، يعتمد الفيلم بشكل فضفاض على رواية الأميرة الضفدعة للكاتب إد بيكر، والتي بدورها تستند إلى قصة الأخوان جريم من تأليف وإخراج رون كليمنتس وجون موسكر، بطولة أنيكا نوني روز، برونو كامبوس، مايكل ليون وولي، جيم كامينغز، جينيفر كودي، جون جودمان، كيث ديفيد، بيتر بارتليت، جينيفر لويس، أوبرا وينفري، وتيرينس هوارد. تدور أحداث الفيلم في نيو أورلينز في عشرينيات القرن الماضي، ويحكي قصة نادلة مجتهدة تدعى تيانا تحلم بافتتاح مطعم خاص بها. بعد تقبيل أمير حوله ساحر شعوذة شرير إلى ضفدع، تصبح تيانا ضفدعة ويجب أن تجد طريقة للعودة إلى إنسان قبل فوات الأوان.
بدأ فيلم الأميرة والضفدع الإنتاج تحت عنوان الأميرة الضفدعة . كان ذلك بمثابة عودة ديزني إلى الرسوم المتحركة التقليدية، حيث كان أول فيلم رسوم متحركة تقليدي في استوديو الرسوم المتحركة منذ فيلم منزل على الطريق (بالإنجليزية: Home on the Range 2004). عاد الاستوديو إلى الشكل الموسيقي على غرار برودواي الذي كثيرًا ما يستخدم خلال عصر النهضة في ديزني ويتميز بموسيقى كتبها الملحن راندي نيومان، المعروف بمشاركته الموسيقية في أفلام شركة بيكسار مثل سلسلة الأفلام الشهيرة قصة لعبة (بالإنجليزية: Toy Story) .[بحاجة لمصدر]
تم افتتاح الفيلم في إصدار محدود في نيويورك ولوس أنجلوس في 25 نوفمبر 2009، ثم توسع بعد ذلك في 11 ديسمبر 2009. تلقى الفيلم تقييمات إيجابية إلى حد كبير من النقاد والجماهير، حيث أشادوا بالرسوم المتحركة (لا سيما إحياء التراث) والشخصيات والموسيقى والموضوعات، ونجح أيضًا في شباك التذاكر، حيث احتل المرتبة الأولى في فيلم الأسبوع في أمريكا الشمالية، وحقق الفيلم حوالي 270 مليون دولار في جميع أنحاء العالم ليصبح أكثر أفلام والت ديزني التقليدية نجاحًا في الرسوم المتحركة منذ حققها فيلم ليلو وستيتش في عام 2002. وقد حصل على ثلاثة ترشيحات لجوائز الأوسكار في حفل توزيع جوائز الأوسكار الثاني والثمانين (أفضل فيلم رسوم متحركة وأفضل موسيقى تصويرية وأفضل أغنية).

## أداء الأصوات
| اسم الشّخصية                 | اسم الشّخصية بالإنجليزيّة       | مؤدي الصوت الأصليّ (بالإنجليزيّة) | مؤدي الصوت بالدبلجة العربيّة              |
| --------------------------- | ----------------------------- | ------------------------------- | ---------------------------------------- |
| تيانا                       | Tiana                         | آنيكا نوني روز                  | جاكلين رفيق                              |
| الأمير نافين                | Prince Naveen                 | برونو كامبوس                    | أحمد خرفوش                               |
| دكتور فاسيليه/"منقوع الليل" | Dr. Facilier/"The Shadow Man" | كيث ديفيد                       | بطرس بطرس غالي                           |
| شارلوت                      | Charlotte "Lottie" La Bouff   | جينفر كودي                      | إيمان عياد                               |
| ماما أودي                   | Mama Odie                     | جينفر لويس                      | سهير البدراوي (حوار) جيهان الناصر (غناء) |
| راي                         | Ray                           | جيم كامينجز                     | عبد الله سعد                             |
| لويس                        | Louis                         | مايكل ليون وولي                 | أشرف سويلم                               |
| لورانس                      | Lawrence                      | بيتر بارليت                     | د. محمد عبد المعطي                       |
| "بيج دادي" لا بوف           | Eli "Big Daddy" La Bouff      | جون غودمان                      | محمد شرشابي                              |
| يودورا                      | Eudora                        | أوبرا وينفري                    | أماني البحطيطي                           |
| جيمس                        | James                         | تيرينس هاوارد                   | محسن حلمي                                |
| تيانا الصغيرة               | Young Tiana                   | إليزابث دامبيي                  | ياسمين علوش                              |
| شارلوت الصغيرة              | Young Charlotte               | بريانا بروكس                    | حبيبة الطايل                             |
| ريجي                        | Reggie                        | ريتشي مونغومري                  | معوض إسماعيل                             |
| دارنيل                      | Darnell                       | دون هول                         | محمود عامر                               |
| أبو صباع                    | Two Fingers                   | بول بريغس                       | رضوان صوان                               |
| الأستاذ هنري فينير          | Mr. Henry Fenner              | جيري كرنيون                     | عهدي صادق                                |
| الأستاذ هارفي فينير         | Mr. Harvey Fenner             | كوري برتن                       | محمود عامر                               |
| بيوفورد                     | Buford                        | مايكل كوليار                    | جلال الهجرسي                             |
| مارلون التمساح              | Marlon                        | إيمرل لاغاسي                    | جهاد أبو العيني                          |
| إيان التمساح                | Ian                           | كيفن مايكل رتشاردسون            | هاني عبد الحي                            |
| راندي                       | Cousin Randy                  | راندي نيومان                    | رضوان صوان                               |
| جورجيا                      | Georgia                       | دانيل موني ترويت                | رشا حمدي                                 |

## أحداث الفيلم

### بداية ممتعة
في عام 1912 في نيو أورلينز، فتاة تدعى تيانا وصديقتها شارلوت لا بوف تستمعان إلى أم تيانا في قراءة قصة الأمير الضفدع. شارلوت، مؤمنة بالحب الحقيقي، تجد القصة رومانسية. تعلن تيانا أنها لن تقدم على تقبيل ضفدعًا أبدًا.

### الفتاة الموهوبة
كانت تيانا فتاة موهوبة ومولعة بالطهي، تحلم تيانا أن تصبح أشهر طاهية وتمتلك مطعم كبير، وهو نفس حلم أبيها، لذا فقد قررت أن تحقق حلمه عندما تكبر. وفي عام 1926، نمت تيانا لتصبح طاهية شابة طموحة تعمل كنادلة لاثنين من روّاد العشاء المحليين، حتى تتمكن من توفير ما يكفي من المال لبدء مطعمها الخاص، وهو الحلم الذي تقاسمته مع والدها، الذي توفي في الحرب العالمية الأولى. .

### الأمير المغرور
الأمير نافين، أمير مالدونيا. نافين يصل إلى نيو أورلينز لتحسين وضعه المالي. بعد أن قطعه والديه لكونه مغرورًا ومبذرًا، يعتزم نافين الزواج من حسناء جنوبية غنية، وتشارلوت هي المرشح المثالي. إيلي لا بوف، رجل أعمال ثري جداً ووالد شارلوت، يستضيف حفلة تنكرية على شرف الأمير نافين. تستأجر شارلوت تيانا لتشرف لها على إقامة الحفل، مما يمنحها ما يكفي من المال لشراء طاحونة سكر قديمة لتحويلها إلى مطعمها. في هذه الأثناء، يلتقي نافين وخادمه، لورانس، بالدكتور فاسيلر وهو ساحر ومشعوذ. يقوم بدعوتهم إلى منزله الخاص، ويقنعهم فاسيلر بأنه يستطيع تحقيق أحلامهم. ومع ذلك، لا يتحقق أي شئ من ذلك ولا يحصل أي منهما على ما يتوقعه، حيث يتحول نافين إلى ضفدع بينما يتلقى لورانس تعويذة شريرة تعطيه مظهر نافين. يعتزم فاسيلر أن يزوج لورانس وهو على هيئة الأمير نافين من شارلوت، وبعد ذلك يقوم فاسيلر بقتل بوف ويقتسم ثروته مع لورانس، ويعطي لنفسه مبلغًا أكبر.

### مفاجأة غير متوقعة
بعد ذلك، تكتشف تيانا أنها قد تخسر الطاحونة لصالح شخص آخر يقدم عرض أعلى. وأثناء الحفل، تتفاجئ تيانا بضفدع متكلم يتحدث معها، مما يثير خوفها في البداية، إلى أن يخبرها بأنه أمير مسحور ويدعى الأمير نافين من ملدونيا، والذي يعتقد أنها أميرة بسبب زيها والتاج الذي ترتديه، يطلب منها تقبيله وكسر تعويذة فاسيلر. في مقابل المال المطلوب، تقبل تيانا على مضض.
ومع ذلك، ونظرًا لأنها ليست أميرة فعلية، فقد تحولت هي أيضاً إلى ضفدع عندما قامت بتقبيل نافين، مما يمنحها أيضًا القدرة على التحدث إلى الحيوانات الأخرى. تبع ذلك مطاردة من الجرو، وهربت تيانا ونافين إلى بايو.

### أصدقاء جدد
وفي بايو، تلتقي تيانا ونافين بتمساح يعزف الموسيقى على البوق، ويدعى «لويس»، الذي يحلم بالعزف مع فرقة من البشر، ولكن مظهره الشرس يمنعه من القيام بذلك. بد ذلك يقابلون أيضًا ذبابة مضيئة، يدعى «راي». يعتقد راي أن نجمة المساء هي حشرة أخرى تسمى «إيفانجلين»، وهو مغرم بها بشدة. عرض «لويس» و«راي» قيادة `«تيانا» و''نافين '' إلى ملكة الفودو، ماما أودي، التي يعتقدان أنها تستطيع كسر التعويذة وتحويلهما إلى انسان مرة أخرى. خلال الرحلة، تتطور مشاعر تيانا ونيفين لبعضهما البعض. في غضون ذلك، يعقد دكتور فاسيلر صفقة مع أرواح الفودو («أصدقاؤه على الجانب الآخر»)، ويقدم لهم أرواح سكان نيو أورلينز؛ في المقابل، تمنح الأرواح فاسيلر خدمات مجموعة من شياطين الظل، الذين يأمرهم بالعثور على نافين وإحضاره لهم.
عندما عثر الأربعة على ماما أودي بعد هروبهم من العديد من الشياطين وثلاثة من صيادي الضفادع المتعثرين، أخبرتهم أنه يجب على نافين تقبيل أميرة حقيقية لكسر التعويذة. ثم يعودون بعد ذلك إلى نيو أورلينز ليجدوا شارلوت، أميرة ماردي غراس، ولكن يتبقى وقت قليل جدا على منتصف الليل. فيخبر نافين راي أنه يحب تيانا وهو على استعداد للتخلي عن أحلامه من أجلها، ولكن قبل أن يتمكن من ذلك، قُبِّض عليه من قبل الشياطين وأَحُضِّر إلى فاسيلر. بعد أن أخبر راي تيانا أن نافين يحبها، ذهبت تيانا إلى الحفلة للاعتراف بحبها لنافين، لتجد لورانس، الذي لا يزال يتنكر في زي نافين، وهي لا تعلم بذلك، ويتزوج من شارلوت. فتحزن تيانا وتهرب.

### عرض لا يُرفض
ينقذ راي نافين الحقيقي ويسرق السحر الذي يخفي لورانس، ويجد تيانا، ويمنحها السحر، موضحًا الخداع الذي حدث. ثم يستدير لصد الشياطين حتى تتمكن من الهروب لكنه يصاب بجروح قاتلة من قبل فاسيلر. ثم يعرض فاسيلر على تيانا تحقيق حلمها مقابل إعطاءه التعويذة. أدركت تيانا أنها تفضل أن تكون مع نافين وتدرك نوايا فاسيلر الحقيقية، وتدمر التعويذة من خلال تحطيمها على الأرض. مع إحباط خطة فاسيلر، تشاهد تيانا أرواح الفودو الغاضبة وهي تسحب فاسيلر وظله إلى عالم أروح الفودو بسبب ديونه المستحقة عليه لهم، مع وضع توقيعه المرعب على قبره وكأنهم قتلوه.
بينما تأخذ الشرطة لورانس بعيدًا، يشرح نافين كل شيء لشارلوت؛ تكشف تيانا ونافين عن حبهما لبعضهما البعض. وتوافق شارلوت على تقبيل نافين حتى يكون هو وتيانا معًا كأزواج، لكن الساعة تضرب منتصف الليل، وتفشل القبلة. يقرر الزوجان أنهما راضيان عن العيش معًا كضفادع. مات راي بعد فترة وجيزة، وأثناء جنازته، يظهر نجم جديد بجانب إيفانجلين، فيصفق الجميع.

### الزواج خير علاج
تزوجت تيانا بنافين من قبل ماما أودي، وبسبب مكانة تيانا الجديدة كأميرة، تمت استعادة كلاهما إلى شكل الإنسان بعدما قبلها نافين. وفي وقت لاحق عادوا إلى نيو أورلينز للزواج بشكل قانوني والاحتفال وفتح مطعمهم الجديد، بينما لويس وجد فرقة موسيقى تضمه اليها.

## الممثلين والشخصيات
- أنيكا نوني روز في دور تيانا، نادلة أمريكية من أصل أفريقي تبلغ من العمر 19 عامًا وطاهية وصاحبة مطعم وطموحة. إنها شابة ذكية تعمل بجد ومستقلة، لكنها تعمل بجد لدرجة أنها غالبًا ما تنسى أشياء مهمة مثل الحب والمرح والعائلة.[24] في الأصل، كان من المفترض أن تُعرف تيانا باسم «مادي». عمل مارك هين كرسام متحرك مشرف على تحريك تيانا في شكل بشري وضفدع، مما جعلها واحدة من العديد من الشخصيات النسائية الرائدة في ديزني التي قام بتحريكها.[25] أعلن هين أنه حاول تكوين شخصية يمكنها الوقوف بمفردها والتطوير من نفسها، فكانت شخصية تيانا أكثر جدية وثباتًا. أثر أداء روز على الكثير من الرسوم المتحركة، حتى أن الممثلة اقترحت على هين أن تكون تيانا.[26]
  - إليزابيث دامبير بدور تيانا الصغيرة البالغة من العمر 3 سنوات.
- برونو كامبوس في دور الأمير نافين، أمير مالدونيا. نافين هو موسيقي وعازف يبلغ من العمر 20 عامًا، تم قطعه عن ثروات عائلته حتى يتعلم قيمة المسؤولية. عمل راندي هايكوك كرسام متحرك مشرف على تحريك شخصية نافين في شكلي الإنسان والضفدع.[27] وصف المخرجون مملكة مالدونيا الخيالية بأنها «تقع في شرق الشمس وموقع غرب القمر»، ومع ذلك، فإن اسم نافين (الذي يعني «الشاب» باللغة السنسكريتية) شائع إلى حد ما بين الرجال من شبه القارة الهندية. جمع كامبوس بين اللهجة الفرنسية واللهجة البرتغالية البرازيلية الخاصة به لتكوين لهجة مالدونية.

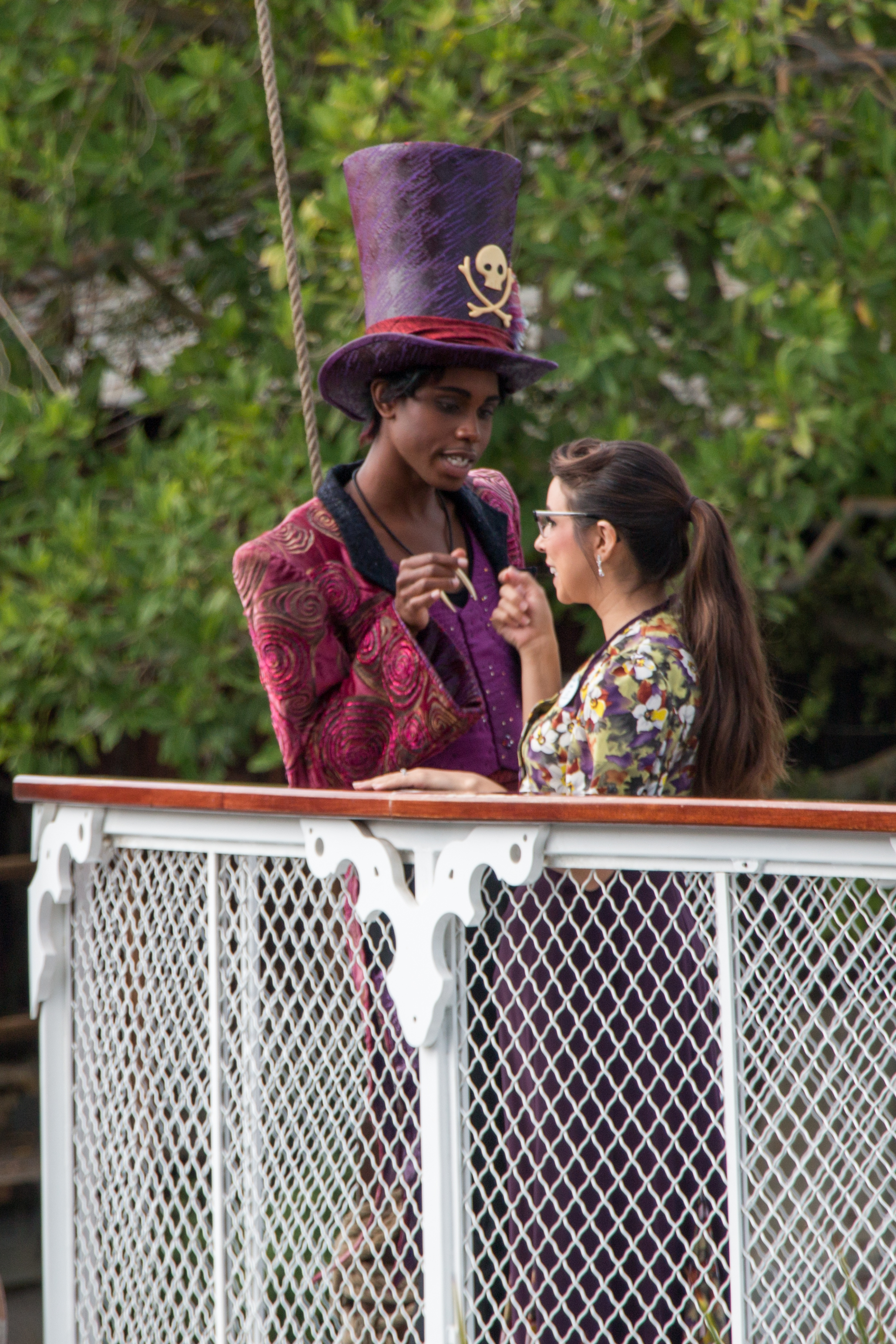
الدكتور فاسيلر يؤديه أحد أعضاء فريق التمثيل في ديزني لاند

- كيث ديفيد في دور دكتور فاسيلير، المعروف أيضًا باسم رجل الظل، فودو بوكور (طبيب ساحر) الذي يخطط لحكم نيو أورلينز بمساعدة «أصدقائه على الجانب الآخر». صُوِّر في صورة البارون ساميدي وغيدي نيبو مرتديًا معطفًا مذيلًا وقبعة. أشار بروس دبليو سميث، المشرف على الرسوم المتحركة للدكتور Facilier ، إلى الشخصية باسم «الطفل المحبوب» لشخصين مفضلين من Disney.[28] رُشِّحَ سميث لجائزة آني للرسوم المتحركة للشخصيات في إنتاج روائي طويل عن عمله.[29]
- مايكل ليون وولي في دور لويس، وهو تمساح ودود يعاني من السمنة ويعزف البوق ويحلم أن يصبح إنسانًا حتى يتمكن من الانضمام إلى فرقة جاز. يأتي اسمه من فنان الجاز الشهير وعازف البوق، لويس أرمسترونج. فاز إريك جولدبيرج، رسام الرسوم المتحركة المشرف على لويس وشخصيات متنوعة أخرى، [27] بجائزة آني للرسوم المتحركة للشخصيات في إنتاج روائي عن عمله في الفيلم.
  - يقوم تيرينس بلانشارد بالعزف على البوق ليتبع دور لويس.
- جيم كامينغز في دور راي، ذبابة مضيئة في منتصف العمر. هو وعائلته الكبيرة صديقان حميمان لماما أودي، لذا فهو يعرض مساعدة الضفادع للوصول إليها. راي لديه حب غير متبادل لنجمة المساء، التي يعتقد أنها حشرة أخرى تسمى «إيفانجلين» (إشارة إلى قصيدة لونجفيلو في القرن التاسع عشر).[30] كان مايك سوري وهو رسام الرسوم المتحركة المشرف على شخصية راي. يأتي اسم راي من عازف البيانو الكفيف راي تشارلز.
- جنيفر كودي في دور شارلوت «لوتي» لا بوف، 19 عامًا ثرية وصديقة تيانا المفضلة منذ الطفولة وتحلم بالزواج من أمير. على الرغم من أنها مدللة في البداية، إلا أنها تتمتع بقلب من الذهب وتهتم كثيرا برفاهية تيانا، وتذهب إلى حد التخلي عن فرصتها لتكون أميرة عندما ترى أن الأمير نافين وتيانا في حالة حب حقيقية. عمل نيك رانييري كرسام متحرك مشرف على شخصية شارلوت كشخص كبير وطفل. فازت جينيفر كودي بجائزة آني للتمثيل الصوتي في إنتاج روائي طويل عن أدائها.
  - برينا بروكس في دور شارلوت الطفلة.
- جون جودمان في دور إيلي «بيج دادي» لا بوف، صاحب مصنع سكر ثري جدًا ووالد شارلوت لا بوف. بينما يفي لشارلوت بكل ما تطلبه، فهو رجل محب وكريم، ويحب طبخ تيانا. كان دنكان مارجوريبانكس المشرف على الرسوم المتحركة لـشخصية لا بوف.
- جينيفر لويس في دور ماما أودي، كاهنة فودو عمياء تبلغ من العمر 197 عامًا، وهي بمثابة «شخصية العرابة الجنية» في الفيلم. اندريا ديجا هو رسام الرسوم المتحركة المشرف على كل من ماما أودي وثعبانها الأليف جوجو، وتم ترشيحه لجائزة آني للرسوم المتحركة للشخصيات في الإنتاج الروائي المميز.[31]
- بيتر بارتليت في دور لورانس، خادم الأمير نافين، الذي جنده الدكتور فاسيلر كشريك في مخططه عن طريق تحويله ليبدو مثل نافين باستخدام سحر الشعوذة. كان أنتوني ديروسا هو رسام الرسوم المتحركة المشرف على شخصية لورانس، والذي تأثر تصميمه بشخصية السيد سمي من فيلم بيتر بان .
- أوبرا وينفري بدور يودورا، والدة تيانا التي تريد أن تراها سعيدة وتقلق من أن تيانا تركز أكثر من اللازم على حلمها بامتلاك مطعم.[32] قام روبن أ. أكينو بتحريك كل من يودورا وزوجها جيمس.
- تيرينس هوارد في دور جيمس، والد تيانا، الذي ساعد في غرس أخلاقيات العمل القوية في تيانا. خدم في الحرب العالمية الأولى كما يتضح من صورة شخصية له في أعلى خزانة ملابسه وهو يرتدي زي الحرب العالمية الأولى. ولم يذكر الفيلم ملابسات وفاته. ومع ذلك، فإن صورته مصحوبة بصليب الخدمة المتميزة ، وهي ميدالية أمريكية تُمنح للجنود الذين أظهروا بطولة عظيمة أو خاطروا بحياتهم في المعركة.
- فرانك ويلكر في دور ستيلا ، كلب ملك لشارلوت، والتي تتحدث إلى تيانا أثناء الفيلم ، عندما تطارد تيانا ونافين كالضفادع على الطاولة.
- دي برادلي بيكر بدور جوجو ، ثعبان ماما أودي الأخضر الأليف.
- كوري بيرتون وجيري كيرنيون في دور الأخوين فينر ، وهما وسطاء عقارات قاموا في النهاية ببيع تيانا طاحونة السكر بعد أن رفضوا في البداية لأن شخصًا آخر كان يعرض دفع ثمنها نقدًا ، ولأنهم اعتقدوا أن تيانا لا تستطيع إدارتها.[33]
- ريتشي مونتغمري ، دون هول، وبول بريجز في دور ريجي ، ودارنيل، ثلاثة صيادين متلعثمين يحاولون الإمساك بتيانا ونيفين كضفادع. وقد لوحظ تشابههم مع المهرجون الثلاثة.
- كيفن مايكل ريتشاردسون وإميريل لاغاسي في دور إيان ومارلون ، وهما اثنان من مجموعة من التماسيح البرية الشرسة التي تحاول أكل تيانا ونيفين كضفادع.[34]

## الإنتاج
أعلنت ديزني ذات مرة أن فيلم منزل على الطريق لعام 2004 سيكون آخر أفلام الرسوم المتحركة التقليدية. بعد استحواذ الشركة على بيكسار في عام 2006، نفى إد كاتمول وجون لاسيتر، الرئيس الجديد والمسؤول الإبداعي الأول لأستديوهات ديزني ، هذا القرار وأعادا الرسوم المتحركة المرسومة يدويًا في الاستوديو. تم الاتصال بالعديد من رسامي الرسوم المتحركة الذين تم تسريحهم أو تركهم الاستوديو عندما تم حل وحدات الرسوم المتحركة التقليدية في عام 2003 وأعيد توظيفهم للمشروع. أعاد لاسيتر أيضًا المخرجين رون كليمنت وجون مسكر. ترك الثنائي الشركة في عام 2005، لكن لاسيتر طلب عودتهما إلى ديزني لإدارة الفيلم وكتابته وسمح لهما باختيار أسلوب الرسوم المتحركة (التقليدي أو CGI) الذي يريدان استخدامه.
بدأت قصة الفيلم في التطور بدمج مشروعين قيد التطوير في ديزني وبيكسار في ذلك الوقت ، وكلاهما يرتكز على قصة خيالية. كان واحدا من المشاريع المعتمدة على إد بيكر هو الأميرة الضفدعة . يعود فيلم الأميرة والضفدع إلى شكل الفيلم الموسيقي التقليدي المستخدم في العديد من أفلام الرسوم المتحركة الناجحة سابقًا من ديزني ، هذا ما صرح به مسكر وكليمنت، كما هو الحال مع علاء الدين، والذي استوحت شخصيته من التراث القديم لديزني مثل سندريلا .
اعتقد ماسكير وكليمنتس أنه بالنظر إلى كل الحكايات الخرافية التي تدور أحداثها في أوروبا ، فيمكنهما عمل قصة خيالية أمريكية. وذكروا أنهم اختاروا نيو أورلينز كذكرى لتاريخ المدينة ، لصفاتها «السحرية»، ولأنها المدينة المفضلة في لاسيتر. قضى المخرجون عشرة أيام في لويزيانا قبل البدء في كتابة الفيلم.
أعلن اسم الفيلم " الأميرة والضفدع" بدلا من " الأميرة الضفدعة " في يوليو 2006،  وقدمت الإعلانات والأغاني في وقت مبكر للجمهور في شركة والت ديزني حيث الاجتماع "السنوي لحملة الأسهم في مارس 2007. أثارت هذه الإعلانات انتقادات من وسائل الإعلام الأمريكية الأفريقية ، بسبب عناصر وشخصيات قصة الأميرة الضفدعة. رفض النقاد الأمريكيون ذوي الأصل الأفريقي الاسم الأصلي للبطلة «مادي» بسبب تشابهه مع مصطلح " مامي " المهين. كما تم الاحتجاج أيضًا على مهنة مادي الأصلية كخادمة غرفة ،  وعلى اختيار أن يكون حبيب البطلة السوداء هو أمير غير أسود ، واستخدام الساحر الأسود كشرير للفيلم. كما اعتبر النقاد أن لقب الأميرة الضفدعة هو إهانة للشعب الفرنسي. كما تم التساؤل عن مكان تصوير الفيلم في نيو أورلينز ، التي تضررت بشدة جراء إعصار كاترينا في عام 2005، مما أدى إلى طرد عدد كبير من السكان السود في الغالب. ادعى النقاد أن اختيار نيو أورلينز كإعداد لفيلم ديزني مع بطلة سوداء كان إهانة لمحنة ضحايا كاترينا.
ردًا على هذه الانتقادات المبكرة ، تم تغيير عنوان الفيلم في مايو 2007 من الأميرة الضفدعة إلى الأميرة والضفدع . وتم تغيير اسم «مادي» إلى «تيانا»،  وتم تغيير مهنة الشخصية من خادمة إلى نادلة. تم التعاقد مع مقدمة البرامج الحوارية أوبرا وينفري كمستشارة فنية للفيلم ، مما أدى إلى قيامها بدور التمثيل الصوتي في الفيلم بصفتها والدة تيانا ، يودورا.

### الكتابة والموضوعات
وصف رئيس القصة ، دون هول، الحبكة بأنها حكاية خرافية «متشابكة بما يكفي بحيث تبدو جديدة وحديثة»، وأمير وسيم «مستهتر ذو رأس نحيف». وقال الكاتب المشارك روب إدواردز أيضًا إن الأميرة والضفدع «فيلم أميرة لمن لا يحبون أفلام الأميرات». نظرًا لأن الكتاب اعتقدوا أن دافع شخصية تيانا المتمثل في الحلم ببساطة بامتلاك مطعم خاص بها لم يكن جذابًا بدرجة كافية ، فقد توسعوا، لذلك كان والدها أيضًا لديه نفس الحلم، مع فلسفة إضافية تتمثل في «مشاركة الطعام بين الناس من جميع مناحي الحياة». صرح ماسكير وكليمنتس أنه في حين أن تيانا بدأت بالفعل كشخصية متعاطفة ، فإن أحداث الحبكة تجعلها «تفهم الأشياء على مستوى أعمق» وتغير الأشخاص من حولها. سيتعلم كلا البطلين من بعضهما البعض كيفية تحمل المسؤوليات ، بالإضافة إلى اكتشاف شغف راي بإيفانجلين أن التوازن المثالي يتحقق من خلال وجود شخص تحبه لمشاركة التجربة معه. أصبحت تيانا أول أميرة ديزني أمريكية من أصل أفريقي.
استلهمت تيانا جزئياً من صاحبة المطعم الشهيرة ليا تشيس، التي التقى بها كليمنتس وماسكير في رحلة بحثهما إلى نيو أورلينز. قال كليمنتس ، «هناك امرأة في نيو أورلينز تُدعى ليا تشيس كانت نادلة وفتحت في النهاية مطعمًا مع زوجها ... التقينا بها وتحدثنا معها وتعمقت نوع ما في قصتها وفلسفتها عن الطعام ، وهو عنصر مهم في الفيلم».

### أداء الأصوات

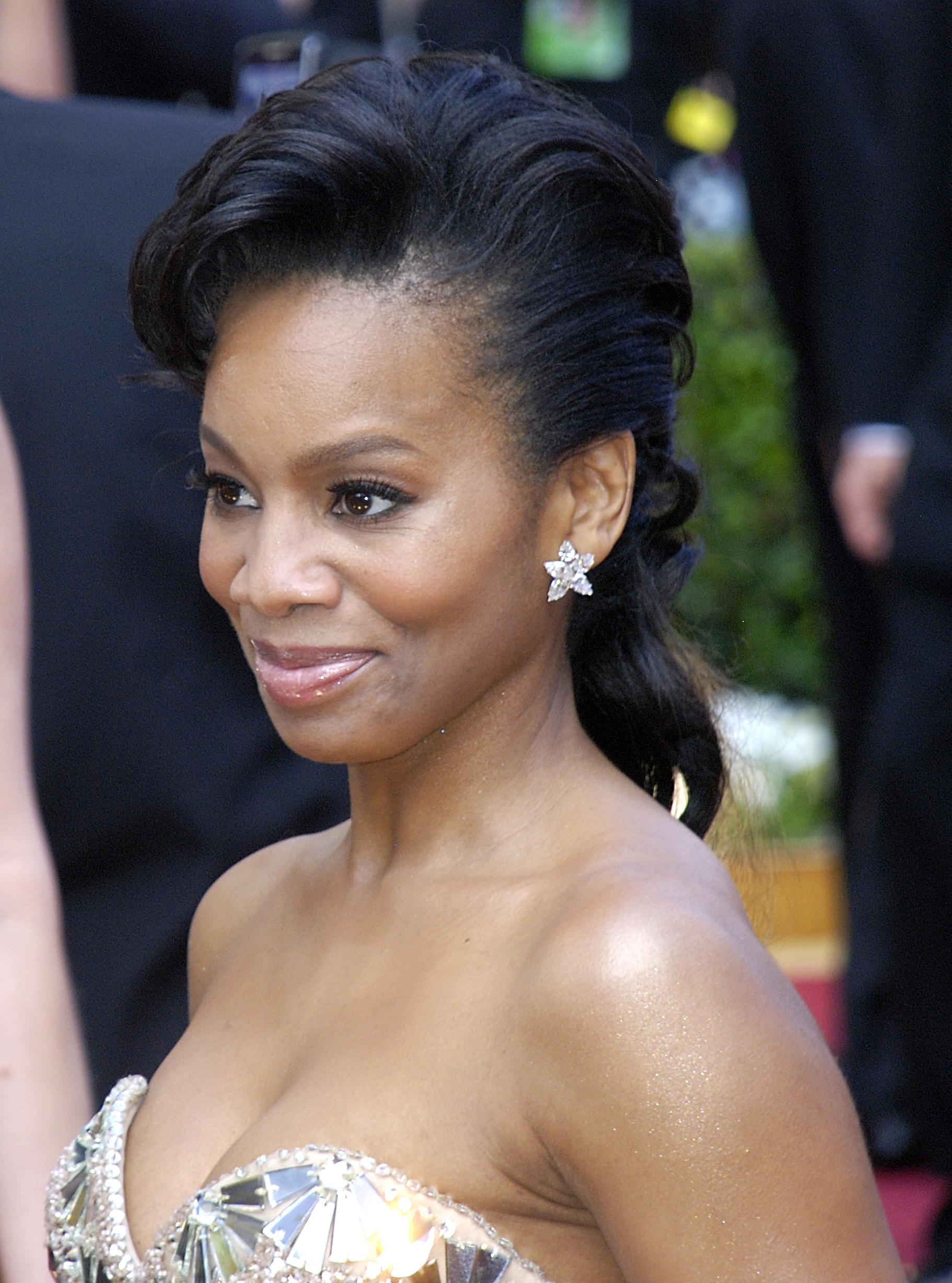
أنيكا نوني روز عبرت عن تيانا.

في 1 ديسمبر 2006، تم الإعلان عن الفيلم في منتدى مانهاتن ثياتر سورس. حيث صرح الممثلين على أن الفيلم عبارة عن مجموعة موسيقية أمريكية خرافية في نيو أورلينز خلال عام 1926 في 26 أبريل عصر الجاز، ويقدم قائمة مفصلة بشخصيات الفيلم الرئيسية.
في فبراير 2007، أفيد أن ممثلتي فيلم فتيات الحلم جنيفر هدسون وأنيكا نوني روز كانتا من كبار المتنافسين على صوت تيانا، وأن أليسيا كيز اتصلت مباشرة برئيس والت ديزني ديك كوك بخصوص الدور. أفيد لاحقًا أنه تم ترشيح تايرا بانكس للدور أيضًا. وبحلول أبريل 2007، تم التأكيد على أن روز ستقوم بدور تيانا. بعد ثلاثة أشهر ، أفيد أن كيث ديفيد كان سيقوم بصوت دكتور فاسيلير ، الشرير في الفيلم.

### الرسوم المتحركة والتصميم
اتفق كليمنتس وماسكير في وقت مبكر على أن الأسلوب الذي كانا يهدفان إليه كان في الأساس أسلوب فيلم النبيلة والصعلوك 1955(بالإنجليزية: Lady and the Tramp). «بعد ذلك ، بدأ كل شيء في التحول وأخذ شكلا آخر ، مثل الأميرة النائمة (بالإنجليزية: Sleeping Beauty) و 101 كلب ، - وهي أفلام رائعة أيضًا ، ولكن هناك أسلوب خاص (لليدي والصعلوك) يشبه ديزني الكلاسيكي.»  كما عبر فيلم النبيلة والصعلوك بشكل كبير عن أسلوب مشاهد نيو أورلينز ، بينما عمل فيلم بامبي 1942 كنموذج لمشاهد بايو. تم وصف بامبي كمرجع أسلوبي للخلفيات المرسومة ، وفقًا للمخرج الفني إيان جودينج «رسم بامبي ما تشعر به عندما تكون في الغابة بدلاً من الذهاب للغابة نفسها» لذا ستحاول الأميرة والضفدع بدورهما الاندماج المكاني عبر نيو اورلينز.
تم التخلي عن الاتجاه السابق في ملامح ديزني المرسومة يدويًا حيث تأثرت الشخصيات والتصوير السينمائي بمظهر CGI. يقول أندرياس ديجا ، رسام الرسوم المتحركة المخضرم في ديزني والذي أشرف على شخصية ماما أودي ، "لقد اعتقدت دائمًا أنه ربما ينبغي علينا تمييز أنفسنا بالعودة إلى ما هو ثنائي الأبعاد من جديد ، وهو التركيز على ما يمكن أن يفعله الخط بدلاً من الحجم ، والذي هو نوع من CG.عليك أن تخلق عالماً ولكن [نحن نفعل ذلك ببساطة أكثر]. ما نحاول القيام به مع الأميرة والضفدع هو ربط الأشياء التي فعلها الأجداد في وقت سابق. ولكن بشكل رسومي… ". يذكر ديجا أيضًا أن لاسيتر كان يهدف إلى مظهر ديزني الكلاسيكي والأبعاد في الخمسينيات من القرن الماضي: "كل تلك الأشياء التي لم تكن رسومية ، مما يعني أن تكون سهلة على الخطوط المستقيمة وتتتابع من حجم إلى الآخر - إحساس بالرسم الطبيعي." شعر لاسيتر أيضًا أن الرسوم المتحركة التقليدية تخلق المزيد من المصداقية للشخصية. على سبيل المثال ، مع لويس التمساح ، الذي ابتكره إريك غولدبرغ." تم إحضار مصمم الرقصات بيتسي بيتوس من قبل المخرجين لقيادة فريق من الراقصين غريبي الأطوار الذين إقترحوا أن تكون كل شخصية لها اسلوب مختلف في الحركة. حاول مصمموا الشخصية إنشاء رسومات جميلة من خلال الأشكال الدقيقة ، خاصة بالنسبة لمعظم الشخصيات من البشر. للإصدارات ضفدع تيانا ونافين، في حين بدأت الرسوم المتحركة مع تصاميم واقعية، وفي نهاية المطاف قاموا "بإزالة كل ما هو غير جذاب في الضفادع"، على غرار بينوكيو ' جيميني كريكيت .
تم استخدام برنامج تون بوم هارموني (بالإنجليزية:Toon Boom Harmony) من شركة تون بوم انيماشن (بالإنجليزية: Toon Boom Animation) كحزمة برامج رئيسية لإنتاج الفيلم ، مثل نظام إنتاج الرسوم المتحركة بالكمبيوتر (CAPS) الذي طورته ديزني مع بيكسار في الثمانينيات لاستخدامه في أفلام الرسوم المتحركة التقليدية السابقة. وتلاشت مع مضي الوقت. تم تعزيز برنامج هارموني بعدد من المكونات الإضافية لتوفير تأثيرات تشبه CAPS مثل التظليل على الخدين وتأثيرات الدخان. وأول وحدة تم إنتاجها في 2007.
وجد رسامو الرسوم المتحركة بعض الصعوبة في هذا النهج ، وقرروا استخدام رسومات الورق والقلم الرصاص التقليدية ، والتي تم مسحها ضوئيًا بعد ذلك في أنظمة الكمبيوتر ، للأميرة والضفدع. وتم استخدم أسلوب رسوم آرت ديكو تقيداً برسام عصر النهضة هارلم آرون دوغلاس.
تم عمل الرسوم المتحركة لحلقات "Almost There" على الورق، تحت إشراف إريك غولدبرغ وصممته سو نيكولز ،  وتم مسحها ضوئيًا مباشرة على الفوتوشوب. تم بعد ذلك تحسين العمل الفني للتأثير على مظهر الحدود والتعبئة ، ودمجها مع الخلفيات باستخدام أدوبي. تم إنشاء المؤثرات والخلفيات المرئية للفيلم رقميًا باستخدام شاشات سنتيك اللوحية والمملوكة لشركة واكوم. يقول مارلون ويست ، أحد المشرفين المخضرمين في مجال المؤثرات البصرية للرسوم المتحركة في ديزني ، عن الإنتاج ؛ «كان لدى هؤلاء الأشخاص هذه الفكرة الرائعة لإعادة الرسوم المتحركة المرسومة يدويًا ، ولكن كان لا بد من بدء كل شيء مرة أخرى من الألف إلى الياء. كان من أول الأشياء التي فعلناها التركيز على إنتاج الملابس القصيرة ، لمساعدتنا على إعادة تقديم الخط ثنائي الأبعاد. لقد كانت إضافة حقيقية لقسم التأثيرات ، لذلك بدأنا العمل في الأميرة والضفدع بدون أوراق». تم رسم الخلفيات رقميًا باستخدام أدوبي فوتوشوب، واستندنا في العديد من العناصر المعمارية إلى نماذج ثلاثية الأبعاد تم إنشاؤها في مايا (برمجيات) . تم الاستعانة بمصادر خارجية للعديد من الرسوم المتحركة للتنظيف والحبر والطلاء الرقمي والتركيب لشركات خارجية في أورلاندو ، فلوريدا (بريميس إنترتينمنت)، تورنتو ، أونتاريو، كندا (Yowza! الرسوم المتحركة)، وبروكلين ، ساو باولو ، البرازيل .

### موسيقى
في الأصل ، كان يعتبر آلان مينكين مسؤولاً عن الموسيقى التصويرية. ومع ذلك ، اعتقد لاسيتر أنه منذ أن سجل مينكين فيلم ديزني المسحور (2007)، قد تكون الموسيقى متكررة ومملة للغاية ، لا سيما حقيقة أن بعض أفلام الرسوم المتحركة السابقة من عصر النهضة ديزني كان لديها من الناحية الفنية مؤلفو أغاني آخرون (خاصة الأسد الملك ومولان وطرزان) أدرك لاسيتر أن راندي نيومان ، الذي عمل معه سابقًا ، كان الخيار الأمثل للفيلم واستبدله مع مينكين، نظرًا لأن نيومان هو مؤلف موسيقى الجاز ونشأ في نيو أورلينز ، مما يجعله متوافقًا مع المشروع والإعداد الموسيقي الذي يعتمد عليه. كتب نيومان أيضًا الأغاني لأفلام موسيقية ثنائية الأبعاد على طراز برودواي ، مثل Warner Bros. ' القطط لا ترقص (1997)، وكتب الأغاني لـ قصة لعبة (1995).
يحتوي الألبوم الصوتي للفيلم، على عشر أغانٍ أصلية من الفيلم وسبع مقطوعات موسيقية. تم إصدار الموسيقى التصويرية في 23 نوفمبر 2009، وذلك كان اليوم السابق للإصدار المحدود للفيلم في نيويورك ولوس أنجلوس.

## العرض
عُرض الفيلم لأول مرة في دور العرض (عرض محدود) في نيويورك ولوس أنجلوس بدءًا من 25 نوفمبر 2009، تلاه إصدار واسع في 11 ديسمبر 2009. تم تعيين الفيلم في الأصل للعرض في يوم عيد الميلاد 2009، ولكن تم تغيير تاريخ إصداره بسبب فيلم عائلي منافس وهو ألفين والسناجب: The Squeakquel ، المقرر إطلاقه في نفس اليوم.

### النشر والتوزيع
دُعِّم الفيلم من خلال مجموعة واسعة من المسوقين الذين تابعوا عملية النشر والتوزيع. على الرغم من أنه لم يكن من المقرر أن تبدأ حملة التسويق الرئيسية لشركة ديزني حتى نوفمبر 2009، إلا أن الترويج الشفهي الإيجابي أدى إلى زيادة الطلب قبل الفيلم بوقت طويل. وتم بيع أزياء الأميرة تيانا قبل عيد الهالوين 2009، وتم بيع مجموعة هدايا من منتجات العناية بالشعر تحت عنوان تيانات من Carol's Daughter في سبع ساعات على موقع الشركة. تشمل البضائع المخططة الأخرى كتاب طبخ للأطفال وحتى ثوب الزفاف. ظهرت الأميرة تيانا أيضًا قبل بضعة أشهر من الإصدار في ديزني على الجليد. تم الترويج للفيلم نفسه من خلال الإعلانات ، بما في ذلك إعلان من GEICO حيث يتحدث نافين ، كضفدع.
في 25 أكتوبر 2009 أقيم عرض يسمى اليوبيل الخاص بـ تيانا تم عرضه لأول مرة ، في مدينة ملاهي ماجيك كينجدوم في منتجع والت ديزني وورلد في فلوريدا ،  وفي 5 نوفمبر في ديزني لاند في كاليفورنيا. في ديزني لاند ، اجتمع الممثلون في ساحة نيو أورلينز وساروا على ضفاف الأنهار واستقلوا القارب البخاري في الحديقة . من هنا ، قام الممثلون ، بطولة الأميرة تيانا ، والأمير نافين ، ولويس التمساح ، والدكتور فاسيليير ، بغناء الأغاني من الفيلم ، بعد قصة قصيرة تجري بها أحداث الفيلم. شارك ممثلو نسخة ديزني لاند بالفعل في الغناء ، وكان ذلك عرضا من عروض والت ديزني وورلد.
يوبيل تيانا تم عرضه في كلا المنتزهين حتى 3 يناير 2010. في ديزني لاند بارك، تم استبدال العرض بحدث بري يسمى احتفال ماردي غرا للأميرة تيانا ، والذي يضم الأميرة تيانا إلى جانب خمسة من العرض الأصلي للراقصين «ماردي غرا» و «فرقة جامبالايا جاز باند» وقاموا بأداء أغانٍ من الفيلم. انتهى «احتفال تيانا ماردي غرا» رسميًا في 3 أكتوبر 2010.
تظهر تيانا أيضًا في مهرجان الجيل الجديد في ديزني لاند باريس. تظهر بعض الشخصيات بشكل متكرر خلال عالم الألوان ، النافورة الليلية وعرض الإسقاط المقدم في ديزني كاليفورنيا . أعلنت ديزني في 4 يونيو 2009، أنها ستطلق لعبة فيديو مستوحاة من الفيلم وتم إصدارها في نوفمبر 2009 . تم وصفها رسميًا بأنها «مغامرة عبر عالم نيو أورلينز المثير في لعبة فيديو موجهة للعائلات»، حيث تتميز بأحداث من الفيلم وتحديات للأميرة تيانا.

## استقبال الفيلم

### شباك التذاكر
حقق الفيلم 263,890 دولارًا في مسرحين وحقق 786,190 دولارًا في عطلة نهاية الأسبوع. وفي يوم الافتتاح في إصدار واسع ، حقق الفيلم 7 ملايين دولار في 3434 مسرح. تحولت إلى إجمالي 24.2 مليون دولار خلال عطلة نهاية الأسبوع الأولى بمتوسط 7050 دولارًا لكل مسرح ،  حصل الفيلم على المرتبة الأولى لعطلة نهاية الأسبوع في البوكس أوفيس، مما جعله أعلى بداية حتى الآن لفيلم رسوم متحركة في ديسمبر ، وهو رقم قياسي حققه الفيلم. وصل الفيلم إلى 104.4 مليون دولار (في الولايات المتحدة وكندا) وأكثر من 270 مليون دولار (في جميع أنحاء العالم)، وأصبح خامس أعلى فيلم رسوم متحركة لعام 2009. بينما حقق الفيلم أرباحًا أكثر من أفلام ديزني الحديثة المرسومة يدويًا ، إلا أنه كان أقل نجاحًا من أفلام الرسوم المتحركة من والت ديزني في ذروة التسعينيات ، على الرغم من وجود بداية ناجحة مماثلة مقارنة بحورية البحر الصغيرة. يمكن اعتبار أن الفيلم ، على الرغم من أنه حقق نجاحًا كبيرًا في شباك التذاكر بشكل عام ، قد طغى بشكل غير متوقع على إصدار أفاتار بعد أسبوع من صدوره.

### رأي النقاد
أفاد موقع المراجعة طماطم فاسدة (بالإنجليزية: Rotten Tomatoes) أن الفيلم حصل على تصنيف موافقة بنسبة 85 ٪ بناءً على 200 مراجعة ، بمتوسط تقييم 7.40 من أصل عشرة نقاط. وكان التقييم العام للموقع هو أن «دفء الرسوم المتحركة التقليدية لديزني يجعل من هذه الحكاية الخرافية خفيفة الوزن أحيانًا تحديثًا حيويًا ولطيفاً وأُسريّاً لقضاء العطلات.»  وفي ميتاكريتيك، حصل الفيلم على متوسط مرجح قدره 73 من أصل 100 بناءً على 29 ناقدًا ، مما يشير إلى «مراجعات إيجابية بشكل عام» 
ليزا شوارزباوم من انترتينمنت ويكلي أعطت الفيلم درجة "A" وأثنت على الفريق الإبداعي للفيلم «لدعم التقليد العظيم للرسوم المتحركة الكلاسيكية من ديزني».
أشاد كيرك هانيكوت من هوليوود ريبورتر أنيميشن والت ديزني لإعادة اكتشاف الرسوم المتحركة التقليدية المرسومة باليد، و «لشيء يسمى القصة».
كتب ديفيد جيرمان من وكالة أسوشييتد برس أن «الأميرة والضفدع ليسا نسخة مصورة للجميلة والوحش أو الأسد الملك . إنه أمر ممتع تمامًا ، ساحر صغير من الطراز القديم يصل للمضمون ببساطته وفهمه للرسوم المتحركة اللامعة وحبه لأفلام التراث الشعبي.» 
كان جوستين شانج من فاريتي أقل تقبلاً ، حيث قال «إن هذا الارتداد الذي طال انتظاره لا يقع أبدًا ضمن مجد وعظمة الاستوديو السابق». أعطى جو نيوماير من صحيفة نيويورك ديلي نيوز الفيلم ثلاث نجوم من أصل خمسة نجوم بينما قال «الأميرة والضفدع يكسران حاجز اللون لأميرات ديزني، لكنه انعكاس للرسوم المتحركة التقليدية».
أعطت بيتس ، التي كانت تعمل سابقًا في لوس أنجلوس تايمز " الفيلم مراجعة إيجابية قائلة: "الأميرة والضفدع ، قاموا بكل شيء بشكل صحيح. الحوار ذكي للغاية ، والموضوعات موصولة بالشباب ، والإيقاعات صاخبة والعودة إلى أسلوب الرسوم المتحركة البدائي يتم تنفيذه بشكل جميل. " 

### جوائز وترشيحات
تم ترشيح الفيلم لجائزة الأوسكار لأفضل فيلم رسوم متحركة ومرتين لجائزة الأوسكار لأفضل أغنية أصلية، لكنه خسر أمام Up و Crazy Heart على التوالي. تم ترشيحه أيضًا لثماني جوائز آني، وفي حفل توزيع جوائز آني السابع والثلاثين في 6 فبراير 2010، فاز بثلاث جوائز.
| جائزة                                             | الفئة                                                       | مرشح | نتيجة |
| ------------------------------------------------- | ----------------------------------------------------------- | --- | ----- |
| جوائز الأقمار الصناعية لعام 2009                  | أفضل صورة متحركة أو وسائط متحركة أو مختلطة                  | الأميرة والضفدع | رشح   |
| جوائز الأقمار الصناعية لعام 2009                  | أفضل أغنية أصلية                                            | راندي نيومان (تقريبا هناك) | رشح   |
| جوائز الأقمار الصناعية لعام 2009                  | أفضل أغنية أصلية                                            | راندي نيومان (داون في نيو اورليانز) | رشح   |
| جوائز جمعية نقاد السينما الأمريكية الأفريقية 2009 | أفضل 10 أفلام                                               | الأميرة والضفدع | فوز   |
| جوائز جمعية نقاد السينما الأمريكية الأفريقية 2009 | أفضل سيناريو                                                | جون موسكر ، رون كليمنتس وروب ادواردز - تعادل مع جيفري فليتشر ل كريمة: بناء على "الضغط" الرواية التي كتبها الياقوت                             | فوز   |
| جوائز نقابة المنتجين الأمريكية لعام 2009          | صور متحركة مسرحية                                           | بيتر ديل فيشو | رشح   |
| جائزة فيلم جمعية النقاد للأفلام 2009              | أفضل فيلم رسوم متحركة                                       | الأميرة والضفدع | رشح   |
| جائزة الجولدن جلوب السابعة والستين                | أفضل فيلم رسوم متحركة طويل                                  | الأميرة والضفدع | رشح   |
| جائزة جمعية نقاد شيكاغو                           | أفضل فيلم رسوم متحركة                                       | الأميرة والضفدع | رشح   |
| جوائز اختيار النقاد 2009                          | أفضل فيلم رسوم متحركة                                       | الأميرة والضفدع | رشح   |
| جوائز اختيار النقاد 2009                          | أفضل نتيجة                                                  | راندي نيومان | رشح   |
| جوائز اختيار النقاد 2009                          | أفضل أغنية (على وشك الانتهاء)                               | راندي نيومان | رشح   |
| جوائز بلاك ريل 2009                               | أفضل فيلم                                                   | الأميرة والضفدع | رشح   |
| جوائز بلاك ريل 2009                               | أفضل أغنية ، أصلية أو مقتبسة                                | Ne-Yo | رشح   |
| جوائز بلاك ريل 2009                               | أفضل أغنية ، أصلية أو مقتبسة                                | أنيكا نوني روز | فوز   |
| جوائز بلاك ريل 2009                               | أفضل أغنية ، أصلية أو مقتبسة                                | أنيكا نوني روز (داون في نيو أورلينز) | رشح   |
| جوائز بلاك ريل 2009                               | أفضل أداء صوتي                                              | كيث ديفيد | رشح   |
| جوائز بلاك ريل 2009                               | أفضل أداء صوتي                                              | أنيكا نوني روز | فوز   |
| جوائز بلاك ريل 2009                               | أفضل فرقة                                                   | الأميرة والضفدع | رشح   |
| جوائز آني السابعة والثلاثون                       | أفضل فيلم رسوم متحركة                                       | الأميرة والضفدع | رشح   |
| جوائز آني السابعة والثلاثون                       | تأثيرات متحركة                                              | جيمس ديفاليرا مانسفيلد | فوز   |
| جوائز آني السابعة والثلاثون                       | تصميم الإنتاج في ميزة الإنتاج                               | إيان جودينج | رشح   |
| جوائز آني السابعة والثلاثون                       | تحريك الشخصيات في إنتاج روائي                               | أندرياس ديجا | رشح   |
| جوائز آني السابعة والثلاثون                       | تحريك الشخصيات في إنتاج روائي                               | اريك غولدبرغ | فوز   |
| جوائز آني السابعة والثلاثون                       | تحريك الشخصيات في إنتاج روائي                               | بروس دبليو سميث | رشح   |
| جوائز آني السابعة والثلاثون                       | التمثيل الصوتي في إنتاج روائي                               | جينيفر كودي ("شارلوت") | فوز   |
| جوائز آني السابعة والثلاثون                       | التمثيل الصوتي في إنتاج روائي                               | جينيفر لويس ("Mama Odie") | رشح   |
| حفل توزيع جوائز الأوسكار الثاني والثمانين         |                                                             | | رشح   |
| أفضل فيلم رسوم متحركة                             | جون موسكر ورون كليمنتس                                      | | رشح   |
| أفضل أغنية أصلية                                  | راندي نيومان                                                | | رشح   |
| أفضل أغنية أصلية                                  | راندي نيومان (داون في نيو اورليانز)                         | | رشح   |
| جوائز أحسن تصوير الحادية والأربعون NAACP 41       | صورة الحركة المعلقة                                         | | رشح   |
| جوائز أحسن تصوير الحادية والأربعون NAACP 41       | ممثلة بارزة في فيلم سينمائي                                 | أنيكا نوني روز | رشح   |
| جائزة ساترن السادسة والثلاثون                     | أفضل فيلم رسوم متحركة                                       | الأميرة والضفدع | رشح   |
| جائزة تين تشويس 2010                              | فيلم الاختيار: Animated                                     | الأميرة والضفدع | رشح   |
| جائزة جرامي 2011                                  | أفضل أغنية كتبت لصورة متحركة أو تلفزيون أو وسائط مرئية أخرى | راندي نيومان (داون في نيو اورليانز) | رشح   |
| جائزة جمعية نقاد فيلم المرأة                      | أفضل إناث متحركة                                            | أنيكا نوني روز (تيانا) وجنيفر كودي (شارلوت لا بوف) وأوبرا وينفري (يودورا) وجينيفر لويس (ماما أودي) وجميع الشخصيات النسائية الأخرى في الفيلم . | فوز   |

## في وسائل الإعلام الأخرى
- ظهرت تيانا ضيفة على صوفيا في حلقة الموسم الثاني «هدية الشتاء».[110]
- تظهر تيانا والأمير نافين وإيودورا والدكتور فاسيلر في الموسم السابع من كان ياما كان (مسلسل أمريكي) . تظهر مالدونيا أيضًا كجزء من أرض نيو فيري.[111][112][113][114]
- ظهرت تيانا في فيلم رالف يدمر الإنترنت لعام 2018، إلى جانب جميع أميرات ديزني الأخريات.[115] ومع ذلك ، أظهرت الصور الأولية من الفيلم أن مظهرها قد تم تغييره لإعطاء تيانا لون بشرة أفتح وأنف أضيق وميزات أوروبية.[116][117] أدى ذلك إلى عدة ردود فعل عنيفة من المشاهدين على وسائل التواصل الاجتماعي ، حيث أدى ذلك إلى إبعاد مظهرها عما هو متوقع من الأمريكيين الأفارقة.[118] لهذا السبب ، اتصلت ديزني بأنيكا نوني روز ومجموعة العمل لإعادة تصميم تيانا للتأكد من أنها تشبه مظهرها الفعلي بشكل أكبر ، والذي تم الكشف عنه في المقطع الدعائي الثاني.[119]
- ظهر الدكتور فاسيلر في الفيلم الأصلي لقناة ديزني الأحفاد 3 ، الذي لعبه جمال سيمز.[120]

## وسائط التشغيل
صدر الفيلم في أمريكا الشمالية على أقراص دي في دي وبلو راي في 16 مارس 2010.
الفيلم متاح على إصدارات مجموعة أقراص دي في دي وبلو راي.  باعت نسخة الدي في دي أكثر من 4.5 مليون نسخة وحققت 71.8 مليون دولار من مبيعات الاسطوانات ،  مما يجعلها تاسع أفضل مبيعات اسطوانات دي في دي لعام 2010.  اعتبارًا من عام 2019، حقق الفيلم 119 مليون دولار من إصدارات وسائل الإعلام المحلية.  تم إصدار الفيلم على بلو راي فور في 5 نوفمبر 2019.

## التأثير والنتائج والمناقشات
على الرغم من كون الفيلم قد حقق نجاحًا تجاريًا ونقديًا بشكل عام من الناحية الفنية ، فقد فكرت الشركة في إصدار فيلم رسوم متحركة واحد على الأقل كل عامين ،  بدءًا من خريف 2011 ، وتصوير فيلم ملكة الجليد ، والتي تم تحويلها لاحقًا إلى CGI (على الرغم من أنها بنفس الأسلوب المرئي لـ تانجلد عن طريق مزج عناصر من الفلمين) بسبب العناصر المرئية المعقدة في القصة وأعيد تسميتها لاحقًا باسم المتجمدة (بالإنجليزية: Frozen) الذي تم إصداره في عام 2013.
بالنظر إلى التجربة بعد أربع سنوات ، اعترف كاتمول بأن شركة ديزني ارتكبت «خطأ فادحًا» في عملية تسويق الفيلم وإطلاقه.  حذر قسم التسويق في والت ديزني ستوديوهات ديزني أنيميشن من أن كلمة «أميرة» في العنوان «ستقود معتادي السينما إلى الاعتقاد بأن الفيلم مخصص للفتيات فقط»، لكن إدارة استوديو الرسوم المتحركة أصرت على الاحتفاظ بلقب «الأميرة» لأنهم يعتقدون أن جودة الفيلم والرسوم المتحركة المرسومة يدويًا ستجلب جميع المستويات على أي حال.
تبين أن قسم التسويق كان على غير صواب في توقعه بأن العديد من مرتادي السينما تجنبوا الفيلم لأنهم اعتقدوا أنه «للفتيات الصغيرات فقط».  تفاقم هذا الخطأ بسبب حقيقة أن الفيلم افتتح قبل أسبوع من فيلم أفاتار (بالإنجليزية: Avatar).
بعد سبع سنوات ، قال لاسيتر لـ فاريتي : «كنت مصممًا على إعادة» الرسوم المتحركة المرسومة يدويًا«لأنني شعرت أنها تراث من استوديو ديزني ، وأحب الشكل الفني ... لقد صدمت أن لم يكن أداء الأميرة أفضل. لقد تعمقنا في ذلك وقمنا بالكثير من البحث ومجموعات التركيز. واعتبر الجمهور أنها من الطراز القديم».
على الرغم من عدم وجود أفلام الرسوم المتحركة التقليدية بعد إصدار هذا الموسم ، ما زالت ديزني تستخدم كلا الوسطين من أجل تجربة تقنيات وأساليب جديدة. في عام 2019.